# Поленов прах (филм)
„Поленов прах” је југословенски филм из 1974. године. Режирао га је Никола Стојановић који је написао и сценарио.

## Радња
Неспретни младић, новинар, приправник радио станице, стиже у провинцијско место са задатком да направи анкету о људској срећи. Најутицајнији човек у варошици зове га да буде његов гост, и младић примећује да домаћинова привлачна супруга није равнодушна према њему.
У исто време остварује везу са симпатичном матуранткињом. Како анкета напредује, младићева се позиција компликује али се ситуација расплиће неочекивано и необично.

## Улоге
| Глумац           | Улога  |
| ---------------- | ------ |
| Оливера Катарина |        |
| Адем Чејван      |        |
| Предраг Ејдус    | Седмак |
| Власта Кнезовић  |        |
| Ирена Муламухић  |        |
| Миа Оремовић     |        |
| Урош Крављача    |        |
| Петар Божовић    |        |
| Заим Музаферија  |        |
| Зоран Симоновић  |        |
| Миодраг Брезо    |        |

Остале улоге  ▼
| Глумац                  | Улога                 |
| ----------------------- | --------------------- |
| Михајло Бата Паскаљевић | (као Бата Паскаљевић) |
| Ранко Гучевац           | Пекар                 |
| Ахмед Турковић          |                       |
| Фахро Коњхоџић          |                       |
| Жарко Мијатовић         |                       |
| Дубравка Сибиновић      |                       |
| Емира Перванић          |                       |
| Ибрахим Муларифовић     |                       |
| Мухамед Агић            |                       |